# Astragalus gorodkovii
Astragalus gorodkovii är en ärtväxtart som beskrevs av Boris Alexandrovich Jurtzev. Astragalus gorodkovii ingår i släktet vedlar, och familjen ärtväxter. Inga underarter finns listade i Catalogue of Life.